# Lothar Schulz (Politiker)
Lothar Schulz (* 8. März 1904 in Lauchhammer; † 5. November 1976 in Berlin) war ein deutscher Politiker (CDU).
Lothar Schulz war das siebente Kind des Bildhauers Gustav Schulz, der 1907 ein Atelier in Berlin-Niederschöneweide einrichtete. Lothar Schulz machte eine Lehre als Kaufmann, die er 1920 abschloss. Er arbeitete als Kontorist, Expedient, Buchhalter und Geschäftsführer für verschiedene Firmen und war Mitglied des Deutschnationalen Handlungsgehilfen-Verbands. 1931 heiratete er. Am 4. Dezember 1939 beantragte er die Aufnahme in die NSDAP und wurde zum 1. Januar 1940 aufgenommen (Mitgliedsnummer 7.910.661). Im Zweiten Weltkrieg wurde er Soldat und geriet anschließend in amerikanische Kriegsgefangenschaft.
Nach dem Krieg arbeitete Lothar Schulz zunächst in Berlin im sowjetischen Sektor, doch 1951 wechselte er nach West-Berlin und wurde Sachbearbeiter an der Freien Universität Berlin (FUB). Bereits 1946 trat er der CDU bei und wurde im Bezirk Neukölln aktiv. 1960 konnte Schulz in die Bezirksverordnetenversammlung von Neukölln nachrücken. Bei der Wahl 1963 wurde er in das Abgeordnetenhaus von Berlin gewählt. Bis 1969 war er Verwaltungsleiter bei der FUB. Bei der Wahl 1971 war er Alterspräsident des Abgeordnetenhauses, 1975 schied er aus. Im November 1976 sollte er als Stadtältester von Berlin geehrt werden, doch am Tag der Ehrung starb er.

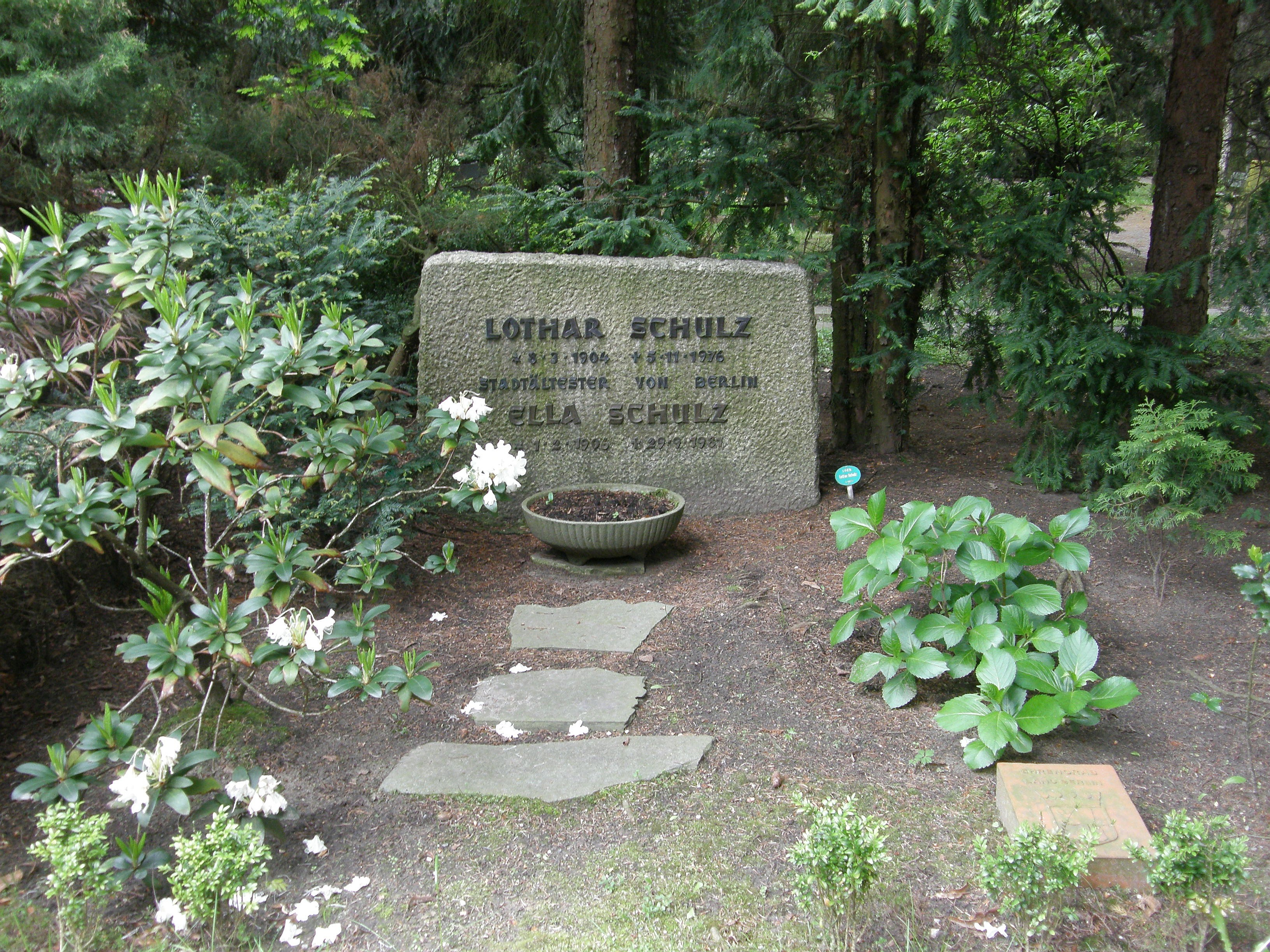
Grabstätte

Nach seinem Tod wurde Schulz auf dem Kirchhof Sankt Simeon und Sankt Lukas in Berlin-Britz bestattet (Grabstelle: L-1-13/14). Sein Grab ist als Ehrengrab der Stadt Berlin gewidmet.